# Tutu (ballet)

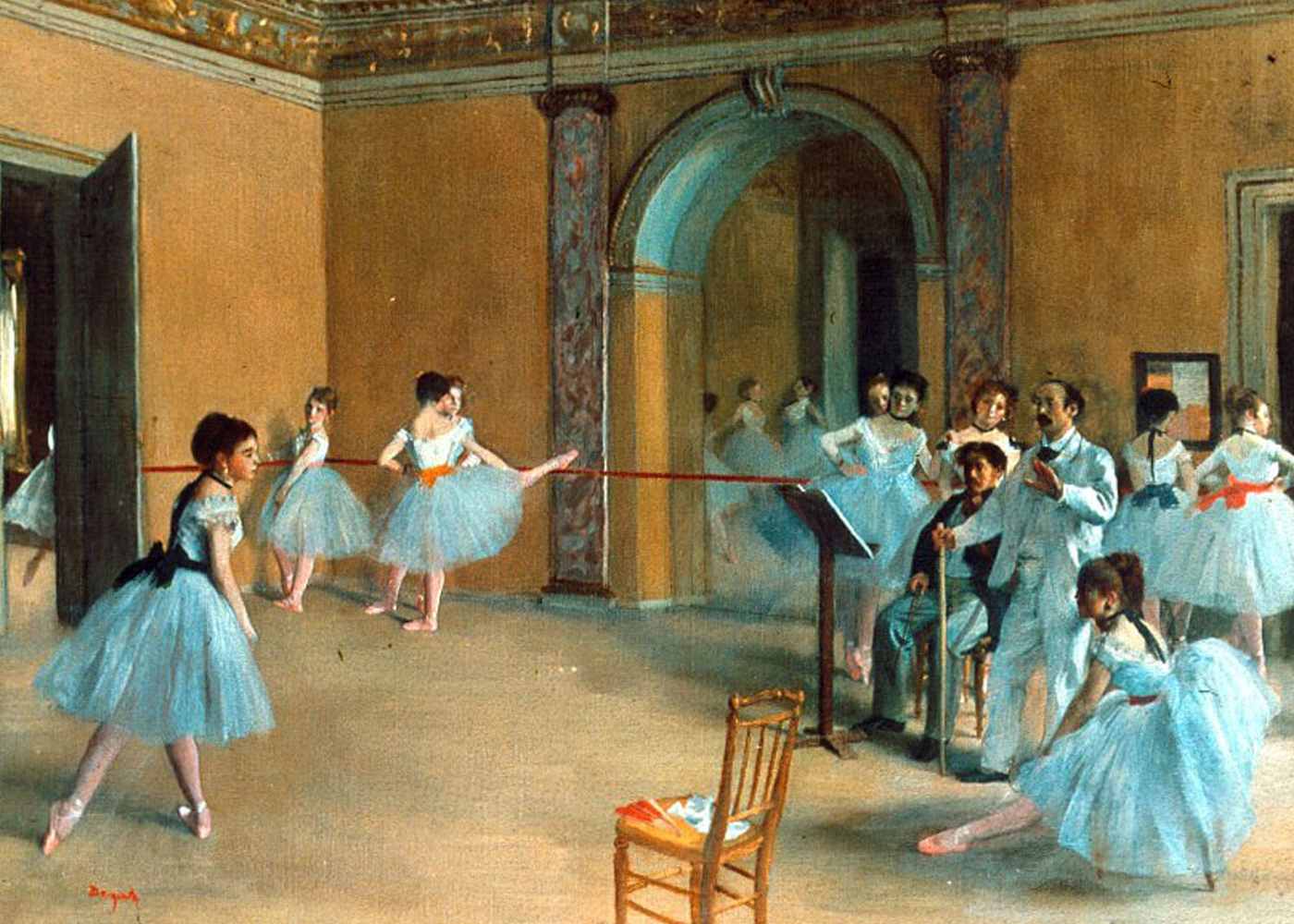
Foyer de danse à l'Opéra (Edgar Degas, 1872)

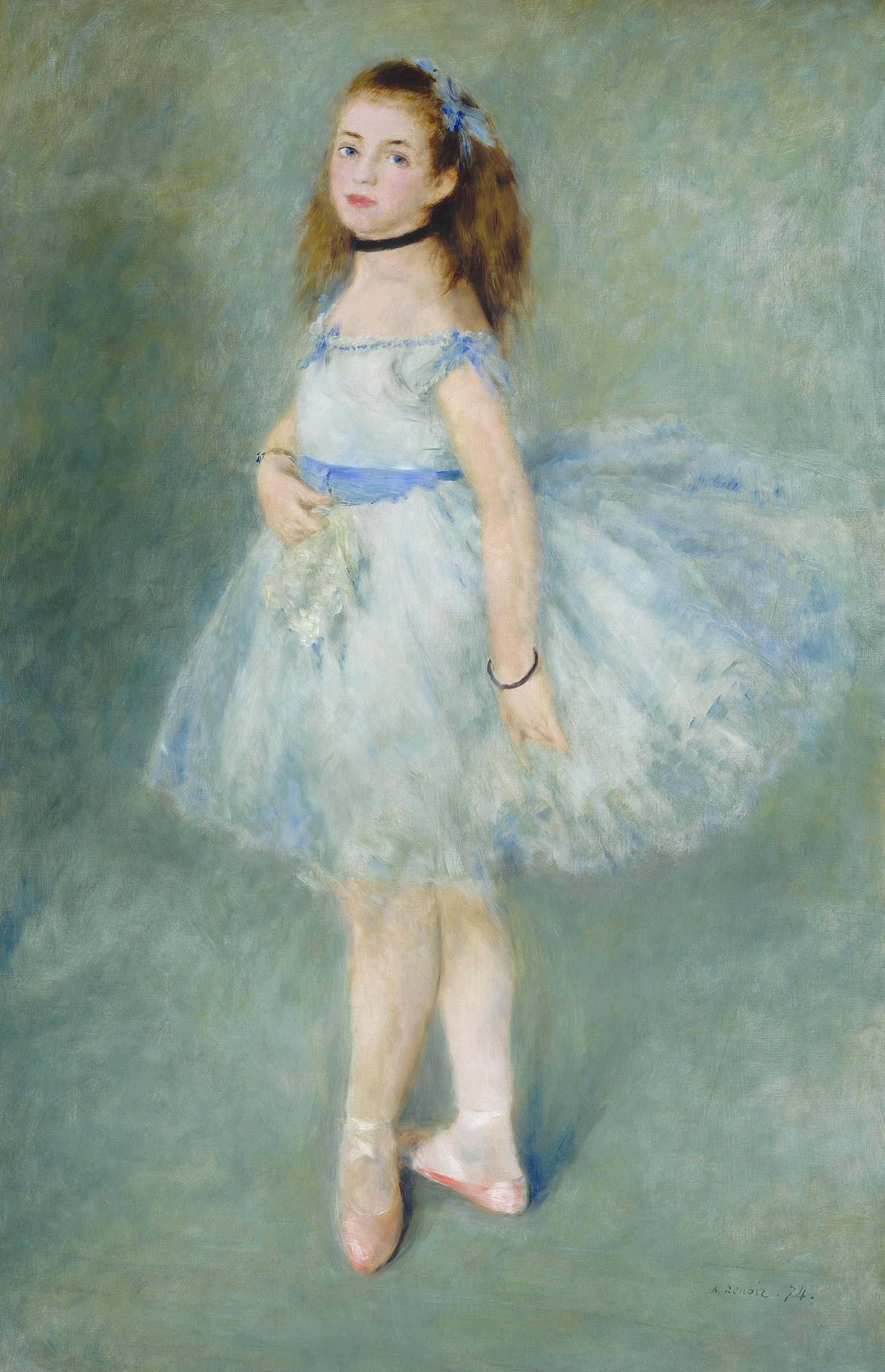
Danseuse (Auguste Renoir, 1874)

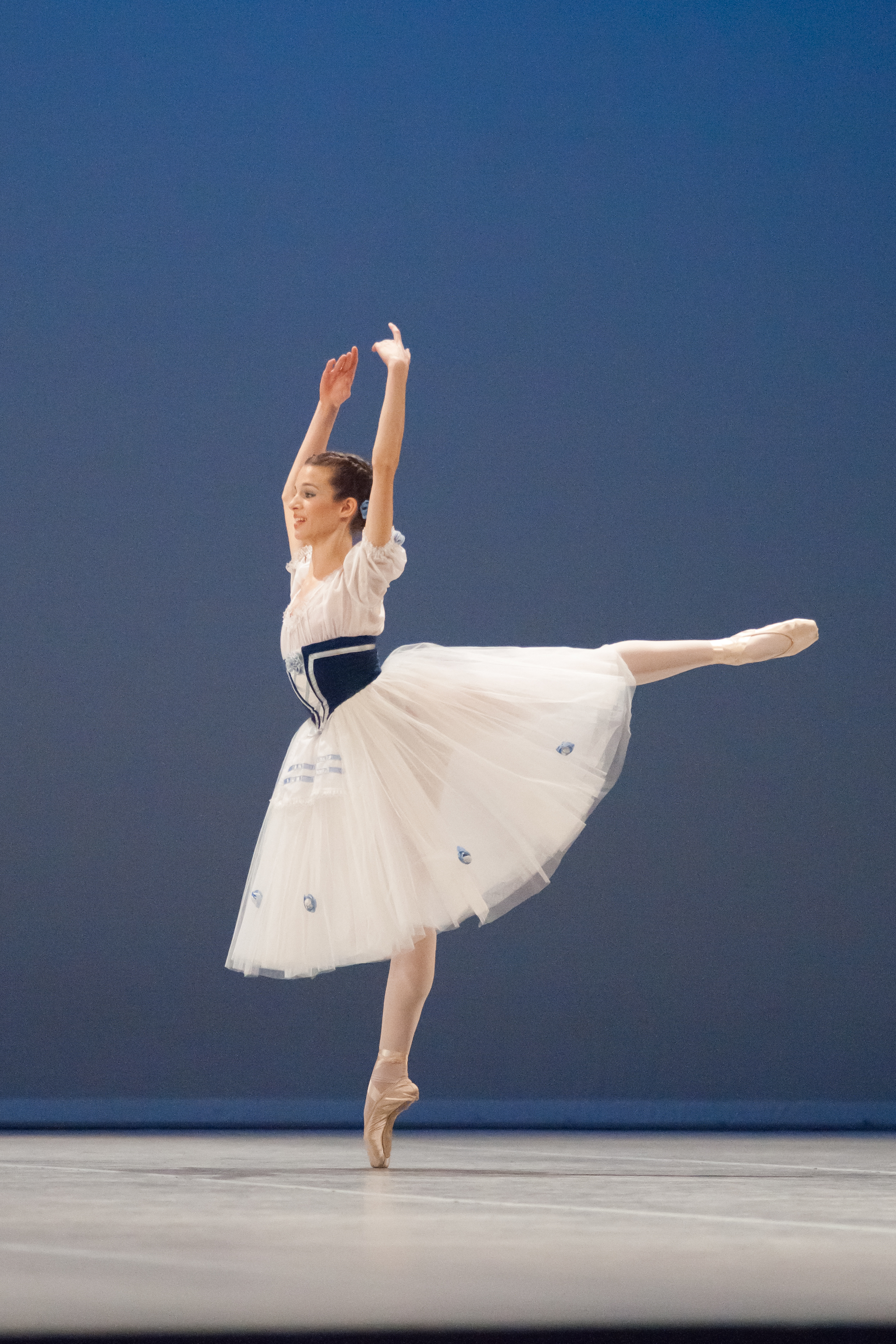
Een romantische tutu is losser en valt tot op de kuiten van de ballerina

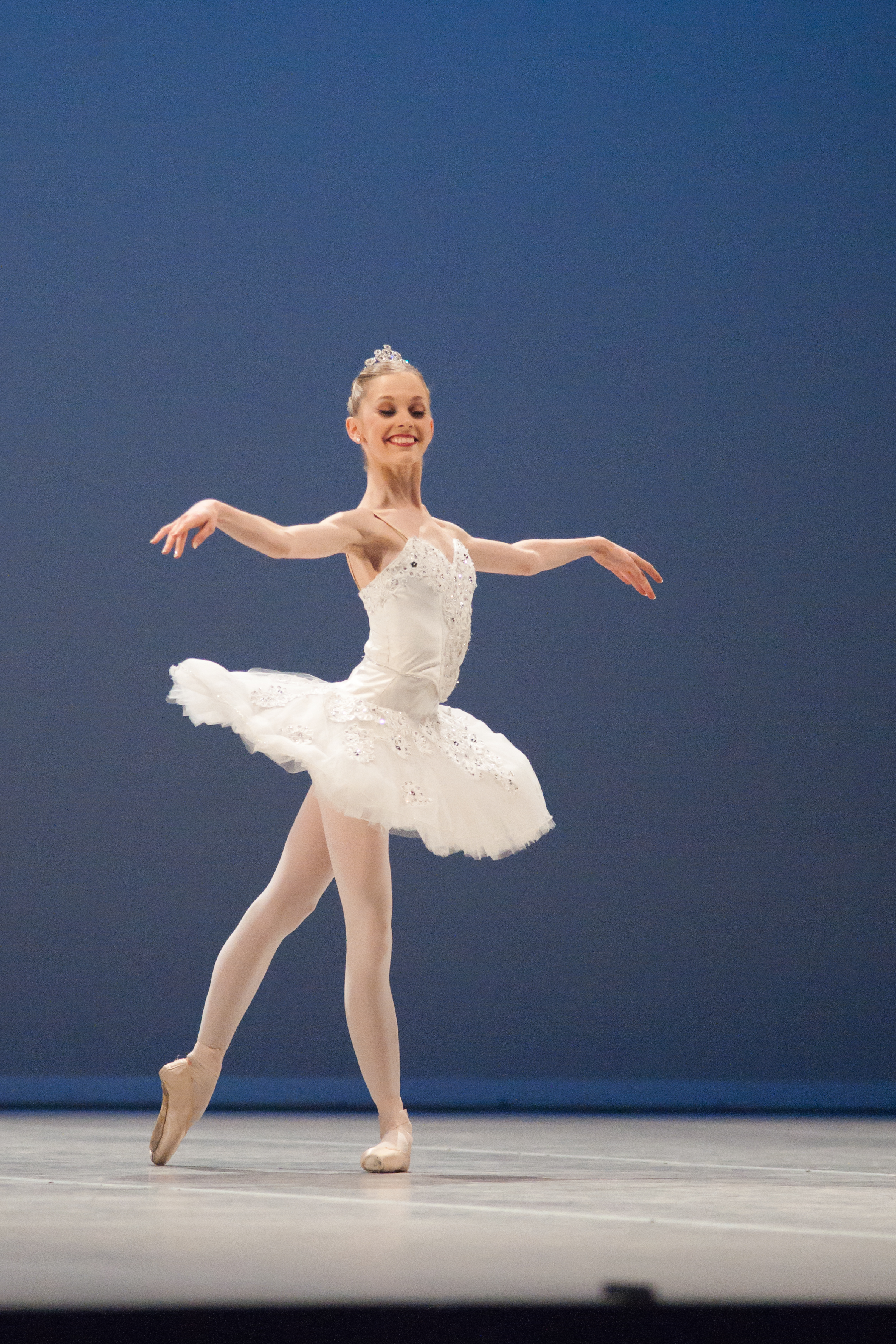
Een klassieke tutu steekt uit vanaf de taille en toont het volledige been

De tutu is een toneelkostuum dat bestaat uit een rok in tule en een nauw aansluitend lijfje. De rok is doorgaans aan het bovenstuk bevestigd. Het bovenstuk is vaak, zoals een korset, verstevigd om de figuur van de drager vorm te geven. De tutu ontwikkelde in het 19e-eeuws ballet als onderdeel van de romantische stroming. Het is vooral bekend als het kostuum van ballerina's, vrouwelijke balletdansers. Het kledingstuk was oorspronkelijk wit, met een klokvormige rok die tot op de kuiten viel. Doorheen de tijd werd de tutu korter en de helling van de rok vlakker. In het klassiek ballet was de tutu het standaard balletkostuum.

## Geschiedenis
Het balletkostuum bestond aanvankelijk uit aangepaste hofkledij. Omdat het ballet zich ontwikkelde aan het Franse hof was vooral de Franse mode bepalend. Ornamentale jurken waren tot op het einde van de Lodewijk XVI-stijl gewoon. De zware stoffen en korsetten beperkten de bewegingsvrijheid van de danser. Na de Franse Revolutie veranderde de mode sterk. De neoklassieke mode tijdens het Directoire (1795-1800) en het Empire (1800-1815) introduceerde lichte stoffen. De losse gewaden à la grecque lieten een meer complexe choreografie toe. Ook de tutu zou rekening houden met de ruimte voor dans.
De tutu ontstaat in de jaren 30 van de 19e eeuw. De Regency- en victoriaanse modes van toen brachten enkele elementen uit de 18e eeuw terug. Een volle rok en een duidelijke corsettering van de taille bepaalden zo het uitzicht van de tutu. Het lijfje van de tutu werd gemodelleerd naar de basque, een nauw aansluitend bovenstuk dat voorbij de taille reikt. Ook de basque was een victoriaanse modetrend en vond eerst ingang in Frankrijk. Een andere invloed was choreograaf Carlo Blasis. Hij liet in de jaren 1820 zijn studentes oefenen in een lijfje en een rok uit wit mousseline. Die nauw aansluitende maar lichte kledij liet toe om complexe passen uit te voeren en de beweging van de dansers te beoordelen.
De eerste tutu was een kostuum uit 1832 van de Italiaanse ballerina Marie Taglioni. Voor haar rol in La Sylphide droeg ze een basque met een rok uit tule. De rok had de vorm van een omgekeerde bloemkroon. Het volledige kostuum was zuiver wit en maar zuinig versierd. De kostuums voor La Sylphide waren ontworpen door Eugène Lami. Het is echter niet zeker of hij ook de tutu van Taglioni maakte. In 1830 droeg Taglioni al een tule jurk voor het ballet Flora en Zephyr, maar de rok was afgerond en vooraan in tweeën gedeeld. De rok van de tutu was klokvormig en heeft een ononderbroken rechte zoom. De tutu uit La Sylphide werd het model voor de romantische tutu.
De opkomst van de tutu hangt samen met artistieke innovaties tijdens de romantiek. De libretto's werden gebaseerd op sprookjes en feeërieën. Een nieuwe choreografie, zoals het dansen op te tippen (sur les pointes), benadrukte samen met het witte tule de etherische kwaliteit van de ballerina. Het kledingstuk is daardoor verbonden met vrouwelijke rollen. De tutu typeerde eerst het ballet blanc, passages waarin de ballerina en het corps de ballet een witte tutu dragen. Nadien werd de tutu ook de basis voor karakterrollen in nationale klederdracht. Tegen het einde van de 19e eeuw, in het zogenaamd klassiek ballet, was de tutu het aanvaarde kostuum voor de ballerina. Doorheen de tijd werd de tutu wel korter. In de Russische balletten Doornroosje (1890) en Het zwanenmeer (1895) kwam de tutu tot aan de knie. Ook werd de helling van de rok vlakker en werd er meer gevarieerd in kleur.
Na modernistische innovaties in 20e-eeuws balletontwerp werd de tutu minder prominent. De producties van choreograaf Michel Fokine en kunstschilder Léon Bakst bij de Ballets Russes zetten dit in gang. Toch blijft de tutu tot op vandaag een iconisch deel van het ballet. Zowel in heropvoeringen van 19e-eeuwse stukken als in hedendaagse werken heeft de tutu een plaats. In tegenstelling tot de populaire beeldvorming domineerde de tutu het ballet echter nooit compleet.

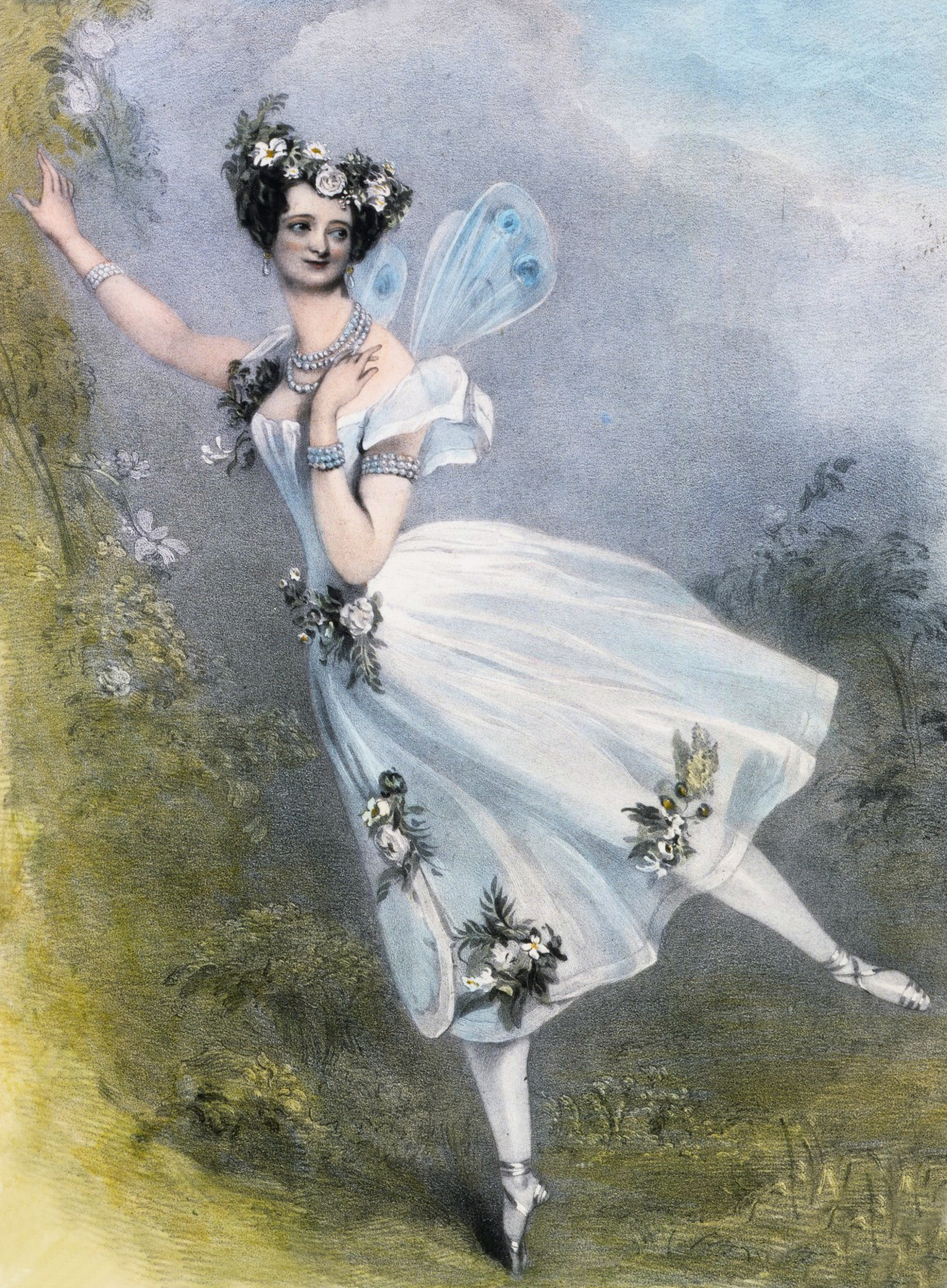
Taglioni in de jurk uit Flora en Zephyr (1830)
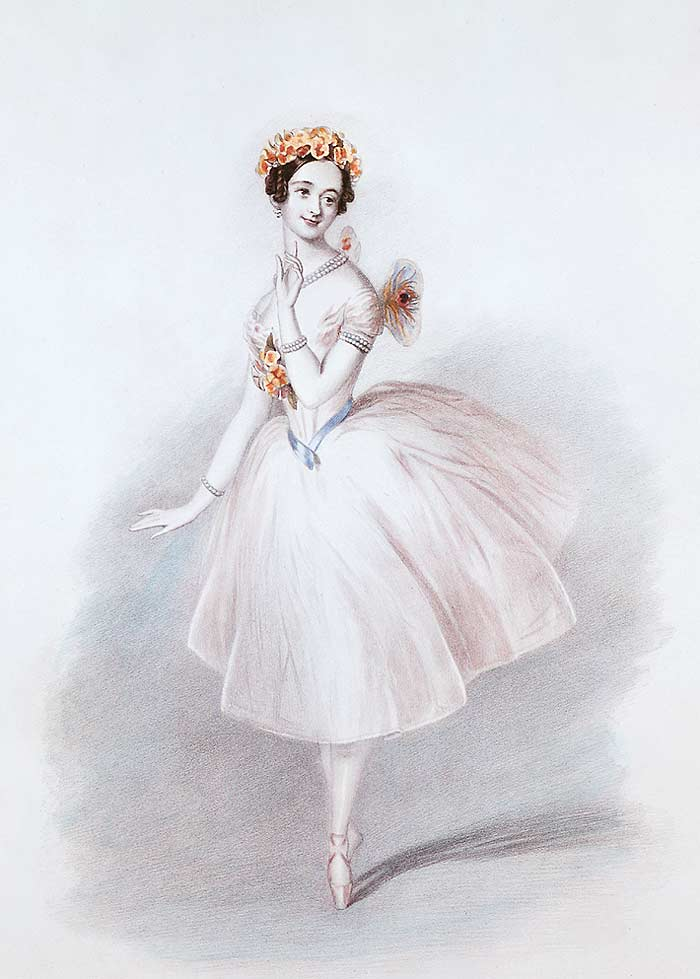
Taglioni in de tutu uit La Sylphide (1832)

## Beschrijving van types
Een traditionele tutu bestaat uit drie onderdelen: een rok, een basque en een nauw aansluitend lijfje. Het lijfje en de basque vormen samen het bovenstuk. De rok vormt het onderstuk van het kostuum. De rok wordt zo bevestigd dat het deel van het bovenstuk dat onder de taille valt is weggestopt. Het bovenstuk is verstevigd met baleinen of verticale naden om steun te bieden bij het dansen en om de figuur van de drager vorm te geven. Het sluit net als een korset met veters of sluithaken. Wanneer de basque volledig is ingewerkt, spreken we van een 'Russisch' bovenstuk.
Tutu's worden ingedeeld op basis van de rok. Zo zijn er drie types te onderscheiden: de lange romantische tutu, de korte klassieke tutu en de klokvormige tussenvorm.
De rok van de romantische tutu bestaat uit drie tot vijf lagen tule. Dit geeft een lichte, klokvormige rok. De rok valt tot op de kuiten. De scheiding tussen het boven- en onderstuk van de tutu valt doorgaans samen met de natuurlijke taille. Soms kiest men ook voor een verlaagde taille. Dan vertrekt de rok op de heupen en is de basque niet ingewerkt. Voorbeelden van romantische tutu's zijn het kostuum van Marie Taglioni in La Sylphide (1832) en dat van Carlotta Grisi in Giselle (1841).
De klokvormige tutu heeft meer lagen in de rok dan een romantische tutu, maar minder dan een klassieke tutu. De klok-vorm wordt bereikt door een stijf net te gebruiken. De rok hangt met een hoepel aan de tutu en valt tot net boven de knie. De Italiaanse ballerina Virginia Zucchi droeg dit type ontwerp.
De klassieke tutu steekt onder een lage hoek horizontaal uit vanaf de taille en toont het volledige been. Omwille van de vorm worden ze (in het Engels) ook aangeduid als plate- of pancake-tutu. De korte, stijve rok bestaat uit vijf tot tien lagen tule. Een hoepel uit draad en kleine steken houden de rok plat. De rok wordt bovendien aan de panty van de ballerina bevestigd in plaats van aan het bovenstuk. Voorbeelden zijn de tutu's die het Mariinskiballet gebruikte in Doornroosje (1890) en Het zwanenmeer (1895). In hedendaagse ontwerpen wordt ook wel stijf linnen voor de rok gebruikt.
Choreograaf George Balanchine en kostuumontwerpster Barbara Karinska creëerden voor Symfonie in C (1947) een variant op de klassieke tutu. Hun "powder-puff" tutu gebruikt minder lagen voor de rok en is daardoor zachter. Ook is de rok nog korter, zodat een hoepel overbodig is. Om alsnog een volle uitstraling te bereiken, worden de lagen slechts losjes ingenaaid. Soms kan een tutu ook van veren zijn gemaakt, bijvoorbeeld bij het balletstuk Het Zwanenmeer.